# 帕加尼科萨比诺
帕加尼科萨比诺（義大利語：Paganico Sabino），是意大利列蒂省的一个市镇。总面积9.2平方公里，人口181人，人口密度19.7人/平方公里（2009年）。ISTAT代码为057048。